# Đệ Nhị Cộng hòa Pháp
Đệ Nhị Cộng hòa Pháp (tiếng Pháp: la Deuxième République) là chính phủ cộng hòa tại Pháp tồn tại trong một thời gian ngắn ngủi, bắt đầu sau Cách mạng năm 1848 và kết thúc khi Louis-Napoléon Bonaparte thành lập Đệ Nhị Đế chế và tự phong mình là Tổng thống của đất nước. Đệ Nhị Cộng hoà Pháp chính thức áp dụng phương châm của Đệ nhất Cộng hoà Pháp (Tự do, bình đẳng, bác ái). Nền Cộng hòa thứ hai chứng kiến sự căng thẳng giữa "Cộng hòa Xã hội và Dân chủ" (la République démocratique et sociale) và một hình thức cộng hòa tự do, bùng nổ trong cuộc nổi dậy Ngày tháng 6 năm 1848.

Quốc kỳ được sử dụng trong vài ngày từ 24 tháng 2 đến 5 tháng 3 năm 1848

## Lịch sử

### Thay đổi chế độ
Có ba lý do chính cho sự sụp đổ của triều đại tháng Bảy và thành lập nền Cộng hòa thứ hai:
1. Khủng hoảng kinh tế tiếp tục
2. Chế độ phân rã
3. Nhân dân muốn dân chủ

Năm 1845, cuộc khủng hoảng kinh tế quét qua châu Âu. Đầu tiên là nông nghiệp. Dịch bệnh sương mai gây ra vụ thu hoạch khoai tây kém, gây ra nạn đói Ireland từ năm 1845 đến 1849 và ảnh hưởng đến ngành. Năng suất cây trồng thấp (lúa mì, lúa mạch và lúa mạch ngắn) gây thiệt hại lớn cho nông dân (chiếm 75% dân số Pháp vào thời điểm đó) và tiêu dùng giảm mạnh. Mức độ thiệt hại là khác nhau ở các vùng khác nhau của Pháp. Tình hình dọc theo Địa Trung Hải và Rhône đã tốt hơn một chút. Nạn đói ở vùng núi và cao nguyên trung tâm là tồi tệ nhất.
Mặc dù có một sự cải thiện ngắn ngủi vào năm 1847, nhưng không thể phủ nhận rằng những người nông dân nghèo nhất là nạn nhân chính của cuộc khủng hoảng. Hàng trăm ngàn người dân nông thôn đã buộc phải cắt giảm lương thực và quần áo, ngành công nghiệp vải lanh và bông đang trên bờ vực sụp đổ. Sản xuất thừa công nghiệp, nhiều loại nhà máy, đặc biệt là các nhà máy vừa và nhỏ dễ bị ảnh hưởng bởi điều kiện thị trường, đã đóng cửa.
Cuộc khủng hoảng cũng phơi bày sự mong manh của cấu trúc ngân hàng Pháp. Các doanh nhân sớm phải đối mặt với tình trạng tiến thoái lưỡng nan vì không đủ tiền, vì hầu hết các ngân hàng không thể đảm bảo đủ doanh thu vốn và lợi nhuận đầu tư cần thiết. Sự suy giảm về vốn lưu động đã làm dấy lên sự hoảng loạn ngân hàng tại các trung tâm tài chính lớn như Paris và Lyon.
Mặc dù thị trường cho thấy xu hướng cải thiện vào cuối năm 1847 vài tuần đầu năm 1848, sự không chắc chắn lớn của điều kiện thị trường và sự bất ổn của hiện trạng đã gây ra những thay đổi lớn trong dân số thành thị và nông thôn. Số lượng người thất nghiệp tăng đột ngột đã làm giảm nghèo đói của người dân nông thôn và một số lượng lớn lao động thất nghiệp trong các doanh nghiệp nhỏ ở nông thôn đã chuyển đến các thành phố lớn để tìm việc làm. Bằng cách này, cuộc khủng hoảng kinh tế đã đẩy nhanh quá trình đô thị hóa ở Pháp (hiện tượng tị nạn nông thôn), với hậu quả là sức mạnh chính trị của các công dân nhỏ đã tăng lên (đặc biệt là Paris).

### Kết thúc cộng hòa
Louis-Napoléon đã nhìn thấy cơ hội của mình và tổ chức cuộc đảo chính Pháp năm 1851. Vào đêm 1/2 tháng 12 năm 1851, kỷ niệm ngày đăng quang của chú Napoléon năm 1804 và chiến thắng của ông tại Austerlitz năm 1805, ông đã giải tán Phòng, tái lập quyền bầu cử phổ thông, bắt tất cả các nhà lãnh đạo đảng, và triệu tập một hội đồng mới để kéo dài nhiệm kỳ của ông trong mười năm. Các đại biểu đã gặp dưới quyền Berryer tại Mairie của quận 10 để bảo vệ hiến pháp và tuyên bố sự lắng đọng của Louis Napoleon đã bị quân đội phân tán tại Mazas và Mont Valérien. Cuộc kháng chiến được tổ chức bởi những người cộng hòa trong Paris dưới thời Victor Hugo đã sớm bị khuất phục bởi những người lính say xỉn. Sự kháng cự nghiêm trọng hơn trong các départements đã bị nghiền nát bằng cách tuyên bố tình trạng bao vây và bởi "ủy thác hỗn hợp". Toàn dân bầu phiếu ngày 20 tháng 12, được đa số khổng lồ coup d'état ủng hộ hoàng tử, một mình gặt hái lợi ích từ sự thái quá của đảng Cộng hòa và niềm đam mê phản động của quân chủ.